# Полистило
Полистило (грч. Πολύστυλο) је насељено место у општини Кавала у периферији Источна Македонија и Тракија, Грчка. Према попису из 2021. године било је 482 становника.
Према бугарском географу и историчару, Василу Канчову, у Полистилу је 1900. године живело 45 Рома. Током Балканских ратова село је настрадало и становништво је избегло. После Грчко-турског рата насељене су грчке избегличке породице из Турске, којих је на попису из 1928. године било 213. Село се раније звало Балушка.